# Attische helm

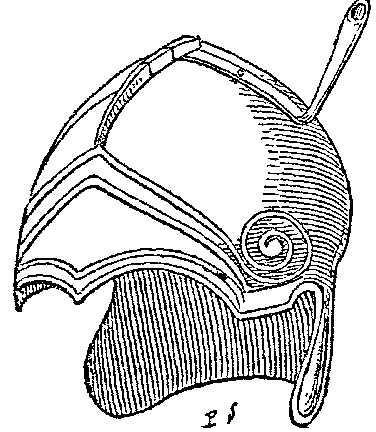
Attische helm gevonden in de Basilica.

De Attische helm was een type helm dat op Attische munten als de enige gedragen door Athene werd voorgesteld - in tegenstelling tot Korinthische munten waar ze een Korinthische helm droeg. Het nekstuk sluit nauw aan op het hoofd en de wangbeschermers zijn ofwel vastgemaakt aan het hoofdstuk of door middel van scharnierstukken beweegbaar. Voor het hoofdstuk was, van oor tot oor, een scherm, soms zo bevestigd dat naar boven of beneden gedaan kon worden, om aldus als gezichtsbescherming te dienen, daar de Attische helm - in tegenstelling tot de Korinthische - geen neusbescherming had, maar daardoor wel een breder zicht bood aan de hopliet. Net als de Chalcidische helm had ook de Attische het andere minpunt van de Korinthische helm verholpen door openingen te laten in de helm voor de oren.